# Osman Sebrî
Osman Sebrî (* 1905 in Kolik, Provinz Adıyaman; † 1993 in Damaskus) war ein kurdischer Autor, Dichter und Politiker. Er war der Gründer der ersten kurdischen Partei im syrischen Kurdistan im Jahre 1957.

## Biographie
Infolge des Scheich-Said-Aufstandes wurde Osman Sebrî verhaftet und 1928 in das Gefängnis von Denizli gefangengehalten. Nachdem er freigelassen wurde, ging er im Jahre 1929 nach Syrien und Irak. Während seines Syrienaufenthaltes lernte er viele intellektuelle Kurden wie z. B. Celadet Ali Bedirxan, Cegerxwîn, Qedrîcan und Tîrêj kennen. Osman Sebrî nahm am Ararat-Aufstand teil, wurde aber von britischen Behörden in Mosul und Bagdad eingesperrt. Trotz der Freilassung Osman Sebrîs 1935 wurde er von den Franzosen 1936 ins Exil nach Madagaskar geschickt. Ein Jahr später kam er in den Libanon, wo er Mitglied der Xoybûn (zu deutsch: „Unabhängigkeit“) wurde und bei den kurdischen Veröffentlichungen in Beirut mithalf. Im Jahre 1954 veröffentlichte Osman Sebrî ein kurdisch-lateinisches Alphabet. Er war auch ein Gründer der 1957 entstandenen Partei Partiya Demokrata Kurd li Sûriyê (zu deutsch:Demokratische Partei Kurdistan-Syrien). Dort wurde er zum Generalsekretär gewählt. Bis 1972 wurde er über 20 Mal wegen seiner Aktivitäten eingesperrt.

## Veröffentlichungen

### Artikel
Osman Sebrî veröffentlichte viele Artikel in kurdischen Zeitschriften, wie zum Beispiel in den Zeitschriften Hawar (1932), Ronahî (1943), Roja Nû (1943), Hêviya Welêt (1963), Çiya (1966), Hêvî (Paris, 1983), Berbang (Schweden, 1983), Roja Nû (Schweden, 1979)

### Bücher
- Apo, “Gotinên xav nepijîn bê tav”, Deutschland, 1981
- Elîfbêya Tikuz, 1982
- Çar Leheng, Syrien, 1984
- Bahoz û çend nivîsarên din, 1956
- Elîfbeya Kurdî, Syrien, 1955
- Derdên me (gotar û helbest)
- Dîwana Osman Sebrî (Sammlung seiner Gedichte), Stockholm, 1998
- Bîranînên Osman Sebrî, dt. Erinnerungen, 2003
- Bîranîn: 100 Salîya Osman Sebrî (1905 - 2005), Erinnerungen, Deutschland, September 2006[4]